# Urodzony 4 lipca
Urodzony 4 lipca (ang. Born on the Fourth of July) – amerykański film wojenny z 1989 roku w reżyserii Olivera Stone’a.
Jest to adaptacja autobiografii weterana wojny w Wietnamie Rona Kovica, ur. 4 lipca 1946 (współscenarzysty filmu). Film był kręcony na Filipinach z powodu ówczesnych napiętych relacji politycznych między Wietnamem i USA.

## Obsada
- Tom Cruise jako Ron Kovic
- Kyra Sedgwick jako Donna
- Raymond J. Barry jako Mr. Kovic
- Caroline Kava jako Mrs. Kovic
- Willem Dafoe jako Charlie
- Frank Whaley jako Timmy Burns
- Jerry Levine jako Steve Boyer
- Stephen Baldwin jako Billy Vorsovich
- Michael Wincott jako Veteran at Villa Dulce
- Tom Berenger jako Sierżant Hayes
- Bob Gunton jako Doktor w szpitalu

## Nagrody
- Oscar za najlepszą reżyserię
- Oscar za najlepszy montaż
- Złoty Glob za najlepszą reżyserię
- Złoty Glob dla najlepszego aktora dramatycznego
- Złoty Glob za najlepszy film
- Złoty Glob za najlepszy scenariusz[2]
- Directors Guild of America Award – reżyseria
- Chicago Film Critics Association Award – najlepszy aktor
- BMI Film & TV Award – muzyka filmowa
- Motion Picture Sound Editors Award – najlepszy dźwięk